# Canoa/kayak ai Giochi della XXXII Olimpiade - Slalom C1 maschile
La gara di slalom C1 maschile per Tokyo 2020 si è svolta al Kasai Canoe Slalom Centre il 25 e 26 luglio 2021.
La gara è stata vinta dallo sloveno Benjamin Savšek.

## Programma
Tutti gli orari seguono il fuso orario giapponese (UTC+9)
| Data                     | Ora   | Round      |
| ------------------------ | ----- | ---------- |
| Domenica, 25 luglio 2021 | 13:00 | Batterie   |
| Lunedì, 26 luglio 2021   | 14:00 | Semifinali |
| Lunedì, 26 luglio 2021   | 14:00 | Finale     |

## Risultati
| Pos. | Bib | Canoista            | Nazione       | Preliminari | Preliminari | Preliminari | Preliminari | Preliminari | Preliminari | Semifinali      | Semifinali      | Semifinali      | Finale          | Finale          | Finale          |
| Pos. | Bib | Canoista            | Nazione       | 1° Ride     | Pen.        | 2° Ride     | Pen.        | Best        | Ordine      | Tempo           | Pen.            | Ordine          | Tempo           | Pen.            | Ordine          |
| ---- | --- | ------------------- | ------------- | ----------- | ----------- | ----------- | ----------- | ----------- | ----------- | --------------- | --------------- | --------------- | --------------- | --------------- | --------------- |
|      | 3   | Benjamin Savšek     | Slovenia      | 98.82       | 2           | 105.87      | 4           | 98.82       | 2           | 104.26          | 2               | 5               | 98.25           | 0               | 1               |
|      | 8   | Lukáš Rohan         | Rep. Ceca     | 103.98      | 2           | 102.15      | 2           | 102.15      | 8           | 103.68          | 2               | 4               | 101.96          | 2               | 2               |
|      | 1   | Sideris Tasiadis    | Germania      | 100.69      | 0           | 101.23      | 0           | 100.69      | 6           | 105.35          | 2               | 6               | 103.70          | 0               | 3               |
| 4    | 4   | Adam Burgess        | Gran Bretagna | 99.82       | 0           | 99.64       | 2           | 99.64       | 3           | 106.18          | 2               | 8               | 103.86          | 0               | 4               |
| 5    | 5   | Martin Thomas       | Francia       | 102.75      | 2           | 102.83      | 4           | 102.75      | 9           | 100.65          | 0               | 1               | 104.98          | 0               | 5               |
| 6    | 2   | Matej Beňuš         | Slovacchia    | 99.61       | 0           | 96.89       | 0           | 96.89       | 1           | 106.40          | 2               | 9               | 105.60          | 2               | 6               |
| 7    | 14  | Zachary Lokken      | Stati Uniti   | 99.74       | 0           | 166.94      | 6           | 99.74       | 4           | 105.97          | 2               | 7               | 106.08          | 2               | 7               |
| 8    | 7   | Ander Elosegi       | Spagna        | 103.78      | 4           | 101.51      | 0           | 101.51      | 7           | 103.15          | 2               | 3               | 106.59          | 2               | 8               |
| 9    | 12  | Daniel Watkins      | Australia     | 158.43      | 54          | 103.07      | 2           | 103.07      | 10          | 101.28          | 0               | 2               | 108.18          | 2               | 9               |
| 10   | 13  | Takuya Haneda       | Giappone      | 106.57      | 0           | 105.15      | 2           | 105.15      | 13          | 107.82          | 0               | 10              | 109.30          | 4               | 10              |
| 11   | 10  | Matija Marinić      | Croazia       | 100.33      | 0           | 101.66      | 2           | 100.33      | 5           | 109.94          | 2               | 11              | Non qualificati | Non qualificati | Non qualificati |
| 12   | 17  | Alexandr Kulikov    | Kazakistan    | 109.95      | 2           | 107.43      | 2           | 107.43      | 15          | 110.23          | 2               | 12              | Non qualificati | Non qualificati | Non qualificati |
| 13   | 9   | Thomas Koechlin     | Svizzera      | 105.66      | 4           | 104.57      | 0           | 104.57      | 12          | 111.20          | 6               | 13              | Non qualificati | Non qualificati | Non qualificati |
| 14   | 6   | Grzegorz Hedwig     | Polonia       | 109.09      | 6           | 105.95      | 4           | 105.95      | 14          | 112.16          | 4               | 14              | Non qualificati | Non qualificati | Non qualificati |
| 15   | 11  | Liam Jegou          | Irlanda       | 174.57      | 50          | 104.40      | 2           | 104.40      | 11          | 208.39          | 100             | 1               | Non qualificati | Non qualificati | Non qualificati |
| 16   | 15  | Cameron Smedley     | Canada        | 161.07      | 54          | 108.12      | 4           | 108.12      | 165         | Non qualificati | Non qualificati | Non qualificati | Non qualificati | Non qualificati | Non qualificati |
| 17   | 16  | Jean-Pierre Bourhis | Senegal       | 111.16      | 2           | 110.93      | 0           | 110.93      | 17          | Non qualificati | Non qualificati | Non qualificati | Non qualificati | Non qualificati | Non qualificati |
| 18   | 18  | Pavel Eigel         | ROC           | 119.60      | 4           | dns         | dns         | 119.60      | 18          | Non qualificati | Non qualificati | Non qualificati | Non qualificati | Non qualificati | Non qualificati |